# آرتمیس ۲
آرتمیس ۲ (با نام رسمی Artemis II) دومین برنامهٔ برنامه‌ریزی شدهٔ عملیاتی ناسا از برنامه فضایی آرتمیس و نخستین مأموریت سرنشین‌دار برنامه‌ریزی شدهٔ ناسا به وسیلهٔ فضاپیمای اوریون است که با کمک سامانه یک‌بارمصرف پرتابِ سامانه پرتاب فضایی در آوریل ۲۰۲۶ عملیاتی خواهد شد. این برنامه در راستای انجام پرواز کنار قمری فضاپیمای اوریون به ماه و شامل پروازهای رفت‌وبرگشتی به زمین است. این نخستین عملیات برنامه‌ریزی شده خارج از مدار پایینی زمین از زمان پرواز آپولو ۱۷ در سال ۱۹۷۲ است. نام انتسابی برای این پروژه، برگرفته از آرتمیس، اسطوره یونانی است.
این مأموریت، پیش‌تر با عنوان عملیات اکتشاف -۲ (به اختصار EM-2) شناخته می‌شد و پس از معرفی رسمی؛ به برنامه فضایی آرتمیس تغییر نام یافت. هدف اصلی مأموریت سرنشین‌دار، جمع‌آوری نمونه‌هایی از یک سیارک به دام‌افتاده در مدار ماه مرکزی است. پیش‌تر چنین پروژه‌ای با نام مأموریت تغییر مسیر سیارک در دست انجام بود که لغو شد. آرتمیس ۲ یک خدمه چهار نفره را در یک پرواز آزمایشی به ماه می‌فرستد اما این مأموریت فقط به مدار ماه فرستاده خواهد شد و روی ماه فرود نخواهد آمد.